# Микола-Франциск Данилович
Микола-Франциск Данилович (пол. Mikołaj Franciszek Daniłowicz; пом. 1688) — шляхтич Речі Посполитої руського походження, військовик, державний діяч.

## Життєпис
У 1666 році отримав після стрийка, коронного підчашого Миколи Даниловича Червоногородське староство, у 1672 — Борецьке староство. В останні роки правління Яна II був кілька разів послом на Сейм від Галицької землі. За часів короля Міхала Вишневецького підтримував політичну партію свого родича — гетьмана Яна Собеського.
З 1663 року мав панцерну корогву, якою керував під час битв з турками в 1671-у та наступних роках. Брав участь в військовому поході проти турків в 1683.
У 1686 році став парчевським та любельським старостою, у 1687 році — воєводою подільським.
Помер 1688 року.